# Enguterothrix
Enguterothrix és un gènere d'aranyes araneomorfes de la subfamília Erigoninae, dins de la família Linyphiidae.
Fou descrit per primera vegada per J. Denis l'any 1962.
És sinònim de Apophygone Tanasevitch, 2014

## Distribució
Es poden trobar a l'Àfrica subsahariana.

## Llista d'espècies
Segons The World Spider Catalog 12.0:
- Enguterothrix crinipes Denis, 1962. (Espècie tipus)
- Enguterothrix fuscipalpis Denis, 1962.
- Enguterothrix tenuipalpis Holm, 1968.